# Okavango
Okavango v Angole zvaná Cubango (anglicky Okavango River) je řeka v jižní Africe. Protéká Angolou, Namibií a Botswanou. Je 1600 km dlouhá. Povodí má rozlohu 800 000 km².

## Průběh toku
Pramení na planině Bie v Angole. Tok řeky nikdy nedosáhne oceánu, ale
končí v bezodtoké oblasti pouště Kalahari, přičemž vytváří bažinatou vnitrozemskou deltu (delta Okavanga figuruje od roku 2014 na seznamu světového přírodního dědictví UNESCO). V řídkých obdobích mimořádně vydatných dešťů část vod řeky ústí jižním ramenem delty do jezera Ngami a severní periodicky dotéká do řeky Kwando v povodí Zambezi. Rameno Botletle zhruba jednou za 10-15 let naplňuje bažiny v propadlině Makarikari, kde se před několika tisíci let nacházelo velké jezero. Hlavním přítokem řeky je Kwito zleva.
V bazénu Okavanga v Botswaně se nachází přírodní rezervace Moremi, proslulá bohatou divokou přírodou.

## Delta

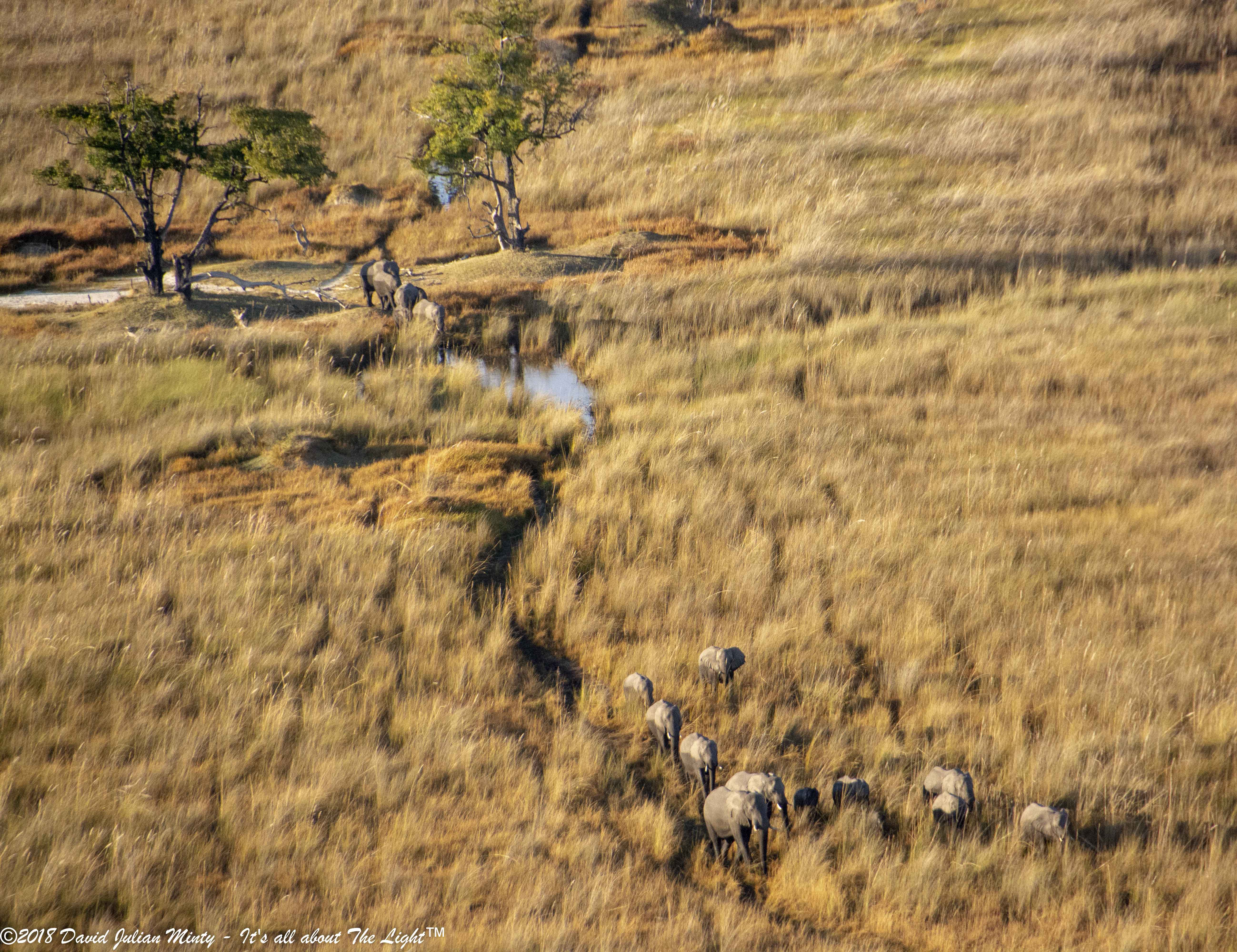
Stádo slonů v přírodní rezervaci Kwara v deltě Okavanga

S rozlohou 68 640 km² je delta největší Ramsarskou lokalitou. V období sucha má delta rozlohu 6 000 – 8 000 km², ale v období dešťů se rozšíří až na 15 850 km².
Delta je tvořena několika kanály, jež vytvářejí tisíce ostrovů. Jádro delty tvoří permanentní močál. Každý rok letní deště v Angole v lednu naplní tok řeky; měsíc trvá, než velké množství vody dorazí do delty a nastanou každoroční záplavy. Delta je tak rozdělená na 3 oblasti: oblast trvale zaplavená, oblast zaplavená každoročně a příležitostně zaplavená oblast.
Při záplavách v období dešťů v létě se tedy delta trojnásobně zvětší, přiláká obrovské množství zvířat z okolí a vytvoří jednu z největších koncentrací divoké zvěře v Africe.

## Využití řeky
Potenciál řeky využívají společně Namibie a Botswana, což vytvořilo prostor pro několik konfliktů. Namibie postavila 300 km dlouhý kanál a plánuje výstavbu dalšího 250 km dlouhého potrubí k zabezpečení závlah suchých oblastí. Na druhé straně Botswana využívá deltu řeky nejen jako vodní zdroj, ale i jako turistickou destinaci. Projekty v Namibii by tak omezily přísun vody do suché Botswany, kde se většina vody i tak odpaří. Namibie argumentovala, že projekty přísun vody nijak neomezí. Aby se předešlo negativním důsledkům, podepsaly roku 1994 oba státy vytvoření Okavango River Basin Commission (OKACOM) a souhlasily tak se společným využíváním řeky.